# منطقه تاریخی ورنور–جانسون غربی
منطقه تاریخی ورنور-جانسون غربی (به انگلیسی: West Vernor–Junction Historic District) یک منطقهٔ مسکونی در ایالات متحده آمریکا است که در دیترویت واقع شده‌است.